# Escotusa
Escotusa  (en griego antiguo Σκοτοῦσσα, Σκοτοῦσα o  Σκοτοτοῦσαι) fue una antigua ciudad de Tesalia, situada en la tetras de Pelasgiótide, entre Feras y Farsalo, cerca de la frontera de Ftiótide. El gentilicio es escotoseo (Σκοτοσσαἷοϛ), escotuseo (Σκοτουσσαἶοϛ) o escotosio (Σκοτοσαἷοϛ). Limitaba al norte con la cordillera de las Revenia, al este con Feres, y al sur con Eretria Ftiótide y con Farsalo. Según una tradición, cerca de Escotusa se encontraba el primitivo oráculo de Dodona, que posteriormente fue trasladado a la región de Epiro.

## Historia
En 394 a. C. se encontraba entre las ciudades aliadas de Beocia, y como tal dificultó el paso del rey espartano Agesilao II por Tesalia, cuando regresaba de Asia. En 367 a. C. la ciudad fue tomada a traición y saqueada por Alejandro de Feras.
La ciudad también fue escenario de operaciones militares en la guerra romano-siria: En 191 a. C. se rindió ante Antíoco III el Grande, pero poco después, junto a Farsalo y Feras, fue ocupada por las tropas del cónsul romano Acilio.